# Myotis abei
Myotis abei är en fladdermusart som beskrevs av Yoshikura 1944. Myotis abei ingår i släktet Myotis och familjen läderlappar. Inga underarter finns listade i Catalogue of Life.
Denna fladdermus förekommer i södra delen av ön Sachalin i Ryssland. Taxonet är kanske ett synonym till taigafladdermus (Myotis brandti). Myotis abei listas inte av IUCN.